# Morning Star (Entombed)
Morning Star è il settimo album registrato in studio dalla death metal band svedese Entombed.

## Tracce
1. Chief Rebel Angel – 4:40
2. I for an Eye – 3:10
3. Bringer of Light – 4:02
4. Ensemble of the Restless – 2:38
5. Out of Heaven – 3:39
6. Young Man Nihilist – 2:46
7. Year One Now – 1:56
8. Fractures – 3:36
9. When It Hits Home – 2:24
10. City of Ghosts – 2:32
11. About to Die – 2:14
12. Mental Twin – 3:16

## Formazione
- Lars-Göran Petrov - voce
- Uffe Cederlund - chitarra
- Alex Hellid - chitarra
- Jörgen Sandström - basso
- Peter Stjärnvind - batteria